# Mike Babcock
Mike Babcock (ur. 29 kwietnia 1963 w Saskatoon w Kanadzie) – trener i były zawodnik hokeja na lodzie, jedyny członek Triple Gold Club, który dołączył do tego grona jako trener. Obecnie związany z klubem Toronto Maple Leafs jako pierwszy trener zespołu.

## Kariera
Swoją profesjonalną karierę zawodniczą Mike Babcock, urodzony w Saskatoon, w Kanadzie, rozpoczął w Saskatoon Blades w lidze WHL w sezonie 1980–1981. Sezon 1982–1983 spędził w Kelowna Wings, a w międzyczasie reprezentował też Uniwersytet Saskatchewan, lecz w końcu został przeniesiony do Uniwersytetu McGill, gdy trenerem był tam Ken Tyler. Babcock był też próbowany przez Vancouver Canucks, lecz nie dostał się do zespołu.
Babcock skończył McGill w 1987 roku z tytułem magistra wychowania fizycznego, po czym próbował swoich sił na studiach podyplomowych z psychologii sportowej. W 146 meczach Redmen zdobył 22 bramki i 85 asyst, a także spędził 301 minut na ławkach kar. Pod względem zdobyczy punktowych był drugim najlepszym obrońcą kończącym McGill University.

## Kariera trenerska
W 1987 roku przeniósł się do Anglii, gdzie jako gracz-trener zajął się zespołem Whitley Warriors. Zabrakło im w tym sezonie zaledwie dwóch punktów do zdobycia mistrzostwa ligi. W 49 meczach strzelił 45 bramek, asystował przy 127 innych i dostał 123 minuty karne.
Babcock jest trzecim kapitanem McGill University Redmen, który został trenerem w lidze NHL. Przed nim Lester Patrick trenował New York Rangers a George Burnett Edmonton Oilers. Przed sezonem 2007–2008 bilans trenerski Babcocka wynosi 602-449-107, z czego w NHL może pochwalić się bilansem 177-111-40 w czteroletniej karierze (dwa z Anaheim i dwa z Detroit).
Na arenie międzynarodowej trener Wings poprowadził zespół Kanady do złotego medalu na juniorskich Mistrzostwach Świata w 1997 roku, a z seniorami wygrał w Pradze w 2004 roku.
Detroit jest siódmą drużyną, której trenerem jest Babcock. Podczas swojej pracy obecny trener Wings mieszkał w sześciu prowincjach w Kanadzie i czterech stanach w USA.
W roku 1988 Babcock został trenerem Red Deer College w Albercie. Spędził tam trzy sezony, wygrywając mistrzostwo prowincji wśród koledżów i zdobywając tytuł trenera roku w 1989. Mike Babcock wrócił następnie do WHL, gdzie od 1991 przewodził Moose Jaw Warriors przez dwa lata. Przed sezonem 2000–2001, kiedy trafił do AHL, trenował jeszcze University of Lethbridge Pronghorns i Spokane Chiefs (WHL).
Po dwóch latach jako trener Cincinnati Mighty Ducks, ustanawiając rekord drużyny z 41 wygranymi i 95 punktami, Babcock dostał posadę trenera Anaheim Ducks, wtedy znanymi jako Mighty Ducks. Udało mu się w, sezonie 2002-2003, doprowadzić Kaczory do finału playoff, gdzie przegrał jednak z New Jersey Devils.
Po lockoucie w sezonie 2004-2005 Babcock nie przyjął oferty przedłużenia umowy z Anaheim i trafił do Detroit, zostając trenerem Red Wings 15 lipca 2005 roku. W dwóch latach w Hockeytown jego bilans to 108-35-21 w sezonie zasadniczym i 12-12 w playoff.